# سید عبدالکریم موسوی اردبیلی
سید عبدالکریم موسوی اردبیلی (۸ بهمن ۱۳۰۴ – ۳ آذر ۱۳۹۵) با نام اصلی میرکریم موسوی کریمی از مراجع تقلید ایرانی شیعه بود. او از ۱۳۶۰ تا ۱۳۶۸ رئیس دیوان عالی کشور، و عالی‌ترین مقام قضایی ایران و همچنین امام جمعه موقت شهر تهران بود. او از ۱۳۶۸ تا پایان عمرش ریاست دانشگاه مفید را بر عهده داشت.
موسوی اردبیلی پیش از انقلاب ایران به اداره و سرپرستی روحانیت اردبیل، عضویت هیئت مدیرهٔ مجلهٔ «مکتب اسلام»، تدریس و تألیف مشغول بود. از مشاغل و مسئولیت‌های او پس از انقلاب اسلامی می‌توان به عضویت در شورای انقلاب، عضویت در مجلس خبرگان قانون اساسی، عضویت در هیئت سه نفرهٔ رسیدگی به اختلاف بنی‌صدر و دیگران، نمایندگی دورهٔ اول مجلس خبرگان رهبری، دادستانی کل کشور، ریاست دیوان عالی کشور، عضو شورای عالی قضایی و عضویت در شورای بازنگری قانون اساسی و مسئولیت اجرای فرمان شش ماده‌ای روح‌الله خمینی اشاره کرد.

## سال‌های اولیهٔ زندگی و تحصیلات
او در ۸ بهمن ۱۳۰۴ در اردبیل به دنیا آمد. پدرش میر عبدالرحیم، روحانی بود و مادرش را در کودکی از دست داد. وی تحصیلات خود را در دوران کودکی و در مکتب‌خانه آغاز کرد و در سال ۱۳۱۹ وارد مدرسهٔ علمیهٔ ملاابراهیم در شهر اردبیل شد. در دورانی که وی وارد مدرسۀ طلبگی گشت، این مدارس به علت اقدامات رضا شاه رونق چندانی نداشتند؛ مثلاً در همان زمان فقط چهار طلبه در آن مدرسه درس حوزوی می‌خواندند. بعد از اینکه متفقین خاک ایران را اشغال کردند و رضاشاه برکنار شد، رونق این مدارس بیشتر شد؛ در نتیجه او در همان مدرسه به تدریس مشغول شد و درس خارج فقه و اصول سید محسن حکیم و سید ابوالقاسم خویی شرکت کردند. وی در سال ۱۳۲۲ برای خواندن درس حوزوی در مراتب بالاتر وارد شهر قم شد و حدوداً سه سال در این شهر اقامت گزید. وی در قم شاگرد کسانی چون محمدرضا گلپایگانی، احمد خوانساری بود.
موسوی اردبیلی در ۱۶ آبان ۱۳۲۴ همراه با یکی از همشهریانش که همزمان در قم طلبه بود، به طرف نجف در عراق حرکت کردند و از طریق اروندرود و با قایق به عراق رفتند. در نجف وی همراه با همسفرشان به مدرسۀ «سید» رفتند و حدوداً دو سال در نجف اقامت داشت. بعد از مدتی جوّ سیاسی عراق به هم ریخت و هم‌زمان نامه‌ای نیز حاکی از بیماری پدرش به دست وی رسید. مجموع این رویدادها باعث شد که وی به همراه دو تن دیگر از دوستانش به قم بازگردد. نخست تصورش بر این بود که دوباره به نجف برای ادامه تحصیل باز خواهد گشت؛ اما این‌گونه نشد. وی در قم فعالیت خود را در حوزهٔ علمیهٔ قم ادامه داد و حتی در انتشار مجله‌ای در قم به نام «مکتب اسلام» نیز سهیم بود.

## بازگشت به اردبیل
وی در سال ۱۳۳۹ به علت بیماری و ضعف به توصیهٔ پزشکان مجبور به مراجعت به اردبیل شد. وی فعالیت‌هایی در اردبیل انجام داد که به علت نیمه‌کاره ماندن این فعالیت‌ها تا سال ۱۳۴۷ در اردبیل ماند تا این کارها به پایان برسند. فعالیت‌های وی در بازگشت به اردبیل شامل بازسازی مدارس، تدریس علوم حوزوی و همچنین تصمیم به احداث یک کارخانه بود که با ممانعت شاه روبه‌رو شد.
او در اردبیل فعالیت‌های سیاسی نیز انجام داد؛ در زمان جنگ شش روزه اعراب و اسراییل بود که در آن زمان حکومت ایران از اسراییل حمایت و بر ضد اعراب خبر منتشر می‌کرد که موسوی اردبیلی در منبرهای خود به حمایت از اعراب سخنرانی کرد و باعث شد که حکومت تصمیم به دستگیری وی بگیرد. هرچند به خاطر اعتصاب بقیهٔ روحانیون از این کار منصرف شده به تذکر اکتفا کرد.
یکی از آثار موسوی اردبیلی که در اردبیل انتشار یافت، کتاب «جمال ابهی» بود که در پاسخ به اظهارات بهاییان نوشته شده بود. شهر اردبیل محل زندگی یکی از هجده نفر از پیروان اولیه علی محمد باب که شخصی به نام ملایوسف اردبیلی بود. بهاییان ملایوسف اردبیلی را اهل روستای ملایوسف در نزدیکی اردبیل می‌دانند. از دیگر بهاییان اردبیلی امین‌العلماء است که در سال ۱۳۳۸ در اردبیل زندگی می‌کرد و بهاییان از وی به نام شهید بهاییت یاد می‌کنند. وی در سال ۱۳۴۷ به خاطر فشارهای حکومت تصمیم به مهاجرت به تهران می‌گیرد و برای اینکه دولت متوجه تصمیمش نشود، به بهانهٔ کمک به زلزله‌زدگان مشهد از اردبیل خارج می‌گردد و به تهران می‌آید.

## انقلاب و پس از آن
با اوج‌گیری انقلاب در سال ۱۳۵۶، موسوی اردبیلی به همراه گروهی از روحانیان سیاسی نزدیک به روح‌الله خمینی به فکر تأسیس گروهی سیاسی برای انسجام بیشتر روحانیت بودند. گویا مرتضی مطهری و محمد حسینی‌بهشتی برای چنین کاری پیش‌قدم شدند و علی خامنه‌ای، علی مشکینی، محمدجواد باهنر، محمد مفتح و عبدالکریم موسوی‌اردبیلی نیز به آنان پیوستند و گروهی با نام «جامعه روحانیت مبارز تهران» را تشکیل دادند. در پنجم آبان ۱۳۵۶ این گروه با صدور بیانیه‌ای به مناسبت درگذشت مصطفی خمینی رسماً اعلام موجودیت کرد.
روح‌الله خمینی در دی‌ماه سال ۱۳۵۷ اقدام به تأسیس شورای انقلاب کرد که موسوی اردبیلی یکی از اعضای آن بود. وی عضویت خود در این شورا را تا انحلال آن در سال ۱۳۵۹ حفظ کرد. در ۳۰ بهمن ۱۳۵۷ وی به همراه برخی از همفکران خود جامعه روحانیت مبارز اقدام به تأسیس حزب جمهوری اسلامی نمودند.
موسوی اردبیلی در اسفند ۱۳۵۸ با حکم خمینی به سمت دادستان کل کشور منصوب شد و تنها یک روز پس از انفجار دفتر حزب جمهوری اسلامی در هفتم تیرماه سال ۱۳۶۰ و مرگ بهشتی در این حادثه، روح‌الله خمینی در حکمی جدید، وی را به جای سید محمد بهشتی به ریاست دیوان عالی کشور منصوب کرد. موسوی‌اردبیلی پس از آن و تا زمان درگذشت روح‌الله خمینی در همین سمت باقی ماند و وظیفه تدوین قوانین کیفری، جزائی و حقوقی دادگستری و انطباق آن‌ها با موازین شرع و فقه اسلامی را داشت. موسوی اردبیلی همچون دولت میرحسین موسوی و اکثریت مجلس در دههٔ ۶۰ وابسته به جناح چپ بود.
در اردیبهشت‌ماه سال ۱۳۶۸، موسوی اردبیلی با حکم روح‌الله خمینی به عنوان یکی از اعضای شورای بازنگری در قانون اساسی منصوب شد. در واقع این شورا با هدف تغییر در قانون اساسی طراحی شده و مهم‌ترین هدف آن تغییر در شرایط رهبری بود. پس از درگذشت خمینی و انتخاب رهبر جدید وی به قم مراجعت کرد و مدتی پس از استقرار در قم، اعلام مرجعیت کرد و در کنار آن، به تأسیس دانشگاه مفید پرداخت.
در سال ۱۳۶۷ مقامات دولتی و قضایی و همین‌طور سفرای جمهوری اسلامی، دست‌کم از ۲۵ مرداد، در جریان اعدام‌های سال ۶۷ قرار گرفته بودند، اما سیاست وزارت خارجه دولت موسوی انکار بود.
بدون شک پس از پایان مرداد لااقل تمام افراد سطح یک دولت و قوه قضاییه از این اعدام‌ها با خبر بوده‌اند و همان‌طور که خبر این اعدام‌ها در قم به گوش آیت‌الله منتظری رسید و موجب اعتراض او شد، پس می‌شود اینطور استنباط کرد بدون همکاری تنگاتنگ [دفتر و شخص نخست‌وزیر [میرحسین موسوی]، رئیس قوه قضاییه[موسوی اردبیلی]، رئیس‌جمهور[علی خامنه ای]، و نهادهای وزارت اطلاعات و اطلاعات سپاه و سازمان زندانها]امکان‌پذیر نبود.

## فرزندان
- سید هادی موسوی کریمی
- سید مهدی موسوی کریمی
- سید محمد موسوی کریمی
- میرسعید موسوی کریمی
- سید مسعود موسوی کریمی
- سید علی موسوی کریمی
- همراه با شش دختر[۸]

## درگذشت
موسوی اردبیلی در اول آذر ۱۳۹۵ دچار ایست قلبی شده و به کما رفت و برای بستری به بیمارستان لاله تهران منتقل شد. وی در ظهر ۳ آذر ۱۳۹۵ به‌علت عارضهٔ قلبی و فرورفتن در کمای عمیق، در ۹۰ سالگی درگذشت. پیکر وی پس از تشییع در قم، در مسجد بالاسر حرم فاطمهٔ معصومه، در کنار قبر سید محمدحسین طباطبایی و سید احمد خوانساری دفن شد.

### شکستن مهر
مهر مراجع تقلید که در مکاتبات مهم و فتاوا از آن استفاده می‌شود و حکم امضای مرجع تقلید را دارد، از منزلت مهمی در سیستم اداره بیت مرجع تقلید برخوردار است و بر طبق یک سنت قدیمی پس از درگذشت مرجع تقلید با حضور افراد صاحب صلاحیت و شاگردان مرجع تقلید شکسته می‌شود تا امکان هر گونه سوء استفاده از آن از بین برود. مهر موسوی اردبیلی نیز چهار روز پس از درگذشت او طی مراسمی شکسته شد.

## موضع‌گیری‌های سیاسی
موسوی اردبیلی در بخشی از سخنان خود گفته: «می‌خواهم از این فرصت استفاده کنم و خطاب به ملت شریف ایران، به خانواده‌های شهدا، به جانبازان و به همه کسانی که زحمت کشیده‌اند عرض کنم ما خیرخواهانه پا در این راه گذاشتیم اما شاید کوتاهی کرده‌ایم، شاید غفلت کرده‌ایم. اگر مشکلات و نارسایی‌هایی که هست به من مستند است، از همه عذر می‌خواهم».
موسوی اردبیلی در اعتراض‌ها به نتایج انتخابات ریاست جمهوری ۱۳۸۸ در بیانیه‌های خود از الزام برای رسیدگی به حقوق تضییع‌شدهٔ مردم سخن گفت که این بیانیه‌ها با اعتراض شدید حامیان علی خامنه‌ای نظیر حسین شریعتمداری و جعفر شجونی مواجه شد. موسوی اردبیلی همچنین پس از اعتراض‌ها به نتایج انتخابات ریاست‌جمهوری ۱۳۸۸ با خانواده‌های بازداشت‌شدگان پس از انتخابات دیدارهایی کرد و بارها به این بازداشت‌ها اعتراض کرد.

## آثار
| - فقه القضاء دو جلد - فقه الحدود والتعزیرات - فقه الدیات - فقه القصاص - فقه الشرکة والتأمین - فقه المضاربة - فقه الشهادات | - حاشیه بر خیارات مکاسب - یک دوره کامل اصول فقه - «تقریرات دروس آیات عظام حکیم و خوئی» در فقه و اصول - الرسائل الفقهیة (مشتمل بر بحث‌های: ربا، تلقیح مصنوعی، ذبیحه اهل کتاب، ...)، - مقالاتی در تفسیر قرآن - اخلاق (تدریس در دانشگاه مفید)، - چهار جلد اقتصاد | - یک دوره اقتصاد اسلامی بر اساس کتاب و سنت - جمال ابهی (در رد بهاییت) - رساله عملیه - مناسک حج - نهج الرشاد (رساله عملیه به زبان عربی) - مناسک الحجّ -به زبان عربی - استفتاءات |